# Psychotria pachythalla
Psychotria pachythalla är en måreväxtart som beskrevs av Ignatz Urban. Psychotria pachythalla ingår i släktet Psychotria och familjen måreväxter. Inga underarter finns listade i Catalogue of Life.